# 오류 관리 이론
오류 관리 이론(영어: Error Management Theory, EMT)이란 진화생물학(영어: Evolutionary Biology)의 한 하위이론으로서, 진화의 결과로 살아남은 특정한 형질이 어째서 선택되었는가를 설명하는 이론 중 하나이다. 진화심리학자인 마티 헤이즐턴(Martie Haselton)과 데이비드 버스(David buss)가 이 이론의 창안자이다. 이 이론은 특히 진화적으로 볼 때 이점이 별로 없어 보이는 형질에 집중하여, 그 형질이 상대적 이점을 갖게 되는 과정을 오류 관리(error management)의 과정으로 설명하는 것이 특징이다.

## 오류 관리
오류 관리란 일종의 진화적 적응 기제(영어: adaption mechanism)이다. 만약 같은 수준에서 몇 가지인가의 형질들이 서로 선택되기 위해 경합을 벌일 경우를 상정하고, 그 형질들 모두는 발현될 경우 어느 정도의 불이익을 형질 보유자에게 줄 수 있다고 가정하자. 이때 경합하는 형질들이 보유자에게 주는 절대적 이득이 별로 차이나지 않는다면, 진화과정은 가장 불이익이 적은 형질에 인지적으로 편향되도록 진행된다는 것이 이 기제의 핵심 내용이다. 경제학적으로 볼 때, 이 기제는 비용 극소화의 한 사례로서 이해할 수도 있다.

### 성차
헤이즐턴과 버스는 이 오류 관리의 원리를 남녀의 성차로 나타나는 특정 특성들이 왜 진화적으로 선택되었는가를 설명하는 데 사용한다. 예컨대, 남자는 여자에 비해 이성이 자신에게 호감을 갖는 것으로 추측하는 정도가 큰 것으로 밝혀졌는데, 오류관리이론을 이 사례에 적용시키면 다음과 같은 설명을 할 수 있다:
1. 상황 : 이성이 자신에게 호감을 갖고 있는지 아닌지를 판단할 때, 경합하는 두 오류의 사례가 있다. 이성이 자신에게 호감이 있는데 없다고 생각하는 경우(1)와, 반대로 호감이 없는데 있다고 생각하는 경우(2)가 그것이다. 만약 판단에 오류가 있을 확률을 일정하다고 하면, 어느 오류를 극대화하는 것이 진화적으로 도움이 되는가?
2. 비교 : 남자의 경우, (1)의 오류를 극대화하면 번식에 실패할 가능성이 그만큼 높아진다. 그러나 (2)의 오류를 극대화하면, 얼마간의 사회적 불이익을 감수할 수는 있으나, 번식 가능성은 원칙적으로 변함이 없다. 반면 여자의 경우, (1)의 오류를 극대화하면 열성적인 배우자를 얻지 못할 확률이 높아진다. 그러나 (2)의 오류를 극대화하면, 남자의 심리를 파악하지 않고 성교를 맺었을 때 생기는 부산물들을 혼자 부담해야 한다.
3. 결과 : 따라서, 남자의 경우 오류 (2)를 극대화하는 것이 합리적이고, 여자의 경우 오류 (1)을 극대화하는 것이 합리적이다.

### 종교의 발생
이 이론을 이용하면 종교의 발생을 설명할 수도 있다. 스튜어트 거스리(Stewart Guthrie)와 파스칼 보이어(Pascal Boyer)는 종교를 하나의 인지적 편향으로 보고, 다음과 같은 설명을 제시했다:
1. 상황 : 행위자의 의지와 관계없는 어떤 사건이 발생했고 외부 조건들이 미치는 영향을 가늠하기 어려울 때, 행위자는 이 사건이 어떤 외부 세력의 고의에 의해 발생한 것으로 판단(1)하거나, 단지 우연에 의한 것으로 판단(2)할 수 있다.
2. 비교 : 이러한 판단을 해야 할 상황이 많을 경우, 만약 (1)의 선택을 극대화하면, 약간의 비용을 들일지라도 생존 확률은 더 증가한다. 그러나 (2)의 선택을 극대화하면, 외부 세력에 의해 생존이 위협받거나 도움을 받을 수 있는 상황을 무시할 확률이 더 증가한다.
3. 결과 : 따라서, 원시적인 조건에서는 (1)의 선택을 극대화하는 것이 더 합리적이다. 이러한 편향이 구체화된 것의 사례 중 하나가 바로 종교라고 할 수 있다.

## 같이 보기
- 강화 학습

## 참고 자료
- 데이비드 버스, 『마음의 기원』, 나노미디어, 2005
- 앨런 밀러, 가나자와 사토시, 『(처음 읽는)진화심리학』, 웅진지식하우스, 2008